# Arena (Asia)
| Recensione              | Giudizio   |
| ----------------------- | ---------- |
| AllMusic                | [ 1 ]      |
| Sputnikmusic            | 3.0 (Good) |
| Dizionario del Pop-Rock | [ 3 ]      |
| 24.000 dischi           | [ 4 ]      |
| Progarchives.com        | [ 5 ]      |

Arena è il sesto album discografico del gruppo rock britannico Asia, pubblicato dall'etichetta discografica Bullet-Proof Records nel luglio del 1996.

## Tracce
1. Into the Arena – 2:59 (Geoff Downes, John Payne, Elliott Randall, Tomoyasu Hotei)
2. Arena – 5:16 (Geoff Downes, John Payne)
3. Heaven – 5:17 (Geoff Downes, John Payne)
4. Two Sides of the Moon – 5:22 (Geoff Downes, John Payne)
5. The Day Before the War – 9:08 (Geoff Downes, John Payne)
6. Never – 5:32 (Geoff Downes, John Payne)
7. Falling – 4:57 (Geoff Downes, John Payne)
8. Words – 5:18 (Geoff Downes, John Payne)
9. U Bring Me Down – 7:07 (Geoff Downes, John Payne, Aziz Ibrahim)
10. Tell Me Why – 5:14 (Geoff Downes, John Payne)
11. Turn It Around – 4:28 (Geoff Downes, John Payne, Mike Sturgis)
12. Bella Nova – 3:10 (Geoff Downes, John Payne)

Edizione CD del 2010, pubblicato dalla Sony Records (SICP 20419)
1. Into the Arena (Geoff Downes, John Payne, Elliott Randall, Tomoyasu Hotei)
2. Arena (Geoff Downes, John Payne)
3. Heaven (Geoff Downes, John Payne)
4. Two Sides of the Moon (Geoff Downes, John Payne)
5. The Day Before the War (Geoff Downes, John Payne)
6. Never (Geoff Downes, John Payne)
7. Falling (Geoff Downes, John Payne)
8. Words (Geoff Downes, John Payne)
9. U Bring Me Down (Geoff Downes, John Payne, Aziz Ibrahim)
10. Tell Me Why (Geoff Downes, John Payne)
11. Turn It Around (Geoff Downes, John Payne, Mike Sturgis)
12. Bella Nova (Geoff Downes, John Payne)
13. That Season (Geoff Downes, John Payne) – Bonus Track
14. Two Sides of the Moon (Acoustic) (Geoff Downes, John Payne) – Bonus Track

## Formazione
Gruppo
- John Payne – basso, chitarre, voce
- Geoff Downes – tastiere
- Aziz Ibrahim – chitarra
- Mike Sturgis – batteria

Ospiti
- Tomoyasu Hotei – chitarra
- Luis Jardim – percussioni
- Elliott Randall – chitarra

Note aggiuntive
- John Payne e Geoff Downes - produttori
- Registrato e mixato al Electric Palace Studios di Londra (Inghilterra)
- John Brough e John Payne - ingegneri delle registrazioni
- Rodney Matthews - artwork copertina
- Roger Dean - logo Asia[7]